# Pternopetalum vulgare
Pternopetalum vulgare är en flockblommig växtart som först beskrevs av Stephen Troyte Dunn, och fick sitt nu gällande namn av Hand.-mazz. Pternopetalum vulgare ingår i släktet Pternopetalum och familjen flockblommiga växter.

## Underarter
Arten delas in i följande underarter:
- P. v. acuminatum
- P. v. strigosum
- P. v. vulgare